# 吴建璠

吴建璠

吴建璠（1926年5月—2004年7月8日），男，湖南常德人，中华人民共和国法学家。吴建璠精通古汉语、英语、俄语，长期研究法学理论、中国古代法制史、港澳台法律、刑事诉讼法。

## 生平
1926年5月，吴建璠生于常德县（今常德市鼎城区）。1944年起，先后在国立湖南大学外文系、国立西南联合大学法律系、北京大学法律系、北京政法学院学习。1949年，自北京大学法律系毕业，被分配到中央人民政府最高人民检察署研究室工作。1951年，赴苏联留学，入喀山大学法律系、莫斯科大学法律系。1957年学成回到中国，到中国科学院哲学社会科学部法学研究所（1978年改为中国社会科学院法学研究所）工作，研究刑事诉讼法，曾任法学研究所研究室副主任，1980年至1985年任法学研究所副所长。后来，吴建璠出任中国社会科学院研究生院法学系主任、教授。
1985年7月起，吴建璠参加了《中华人民共和国香港特别行政区基本法》、《中华人民共和国澳门特别行政区基本法》的起草工作。
1997年5月6日，在江泽民主持、中共中央举办的第五次法制讲座会上，吴建璠向包括5位中共中央政治局常委在内的中央领导作《“一国两制”与香港基本法》专题讲座。
1999年1月，香港终审法院作出判决，撤销对《入境条例》的修订，并宣布香港终审法院有权审查全国人大及其常委会的立法行为。吴建璠乃和参加过《中华人民共和国香港特别行政区基本法》起草的中国人民大学教授许崇德、北京大学教授肖蔚云、外交部法律顾问邵天任一道，通过《人民日报》发表谈话，批评香港终审法院，一时震动香港。4位法学家由此在香港获得了“四大護法”头衔。
2002年，获聘为中国社会科学院法学研究所终身研究员、终身教授，任中国社会科学院台港澳法律研究中心主任。
2004年7月8日，吴建璠在北京病逝，享年78岁。

## 社会兼职
曾任香港特别行政区基本法起草委员会委员、澳门特别行政区基本法起草委员会委员，香港特别行政区筹备委员会委员、香港特别行政区筹备委员会预备工作委员会委员，中国法学会理事、中国法学会香港法律研究会副会长，第八届全国政协委员、全国人大常委会香港特别行政区基本法委员会委员。

## 著作
- 吴建璠，进一步完善我国的法制,为实现四个现代化提供可靠的保证，国内哲学动态1979年第01期
- 吴建璠，美国法律界讨论美国司法制度问题，国外法学1983年第02期
- 吴建璠，新中国的民主和法制建设，马克思主义研究，1986年第01期
- 吴建璠，“一国两制”的法律保证——谈中央与香港特别行政区的关系，中国法学1990年第03期
- 李後、王叔文、肖蔚云、许崇德、吴建璠，北京学者畅谈邓小平同志关于香港问题谈话的意义，瞭望周刊1993年第42期
- 吴建璠，为“九七”香港法律的顺利过渡做好准备，法学研究1995年第03期
- 吴建璠，为实施澳门基本法规定的语文政策作好准备，法学家1995年第02期
- 吴建璠，“一国两制”与香港基本法，人大工作通讯1997年第12期
- 吴建璠，香港回归后“法律基本不变”的含义是什么，上海人大月刊1997年第07期
- 吴建璠，清代的犯罪存留养亲，法学研究2001年第05期
- 吴建璠，清代律学及其终结，载 何勤华主编，律学考，商务印书馆，2004年

- 吴建璠主编，中国大百科全书·法学卷·法制史分册，中国大百科全书出版社，1984年
- 香港特别行政区基本法导论，中共中央党校出版社，1990年
  - 王叔文主编，香港特别行政区基本法导论（第二版），中共中央党校出版社，1997年
  - 王叔文主编，香港特别行政区基本法导论（第三版），中共中央党校出版社、中国民主法制出版社，2006年
- 王叔文主编，澳门特别行政区基本法导论，中国人民公安大学出版社，1994年
- 张黎群主编，香港新纪元，人民出版社，1997年

吴建璠还翻译了《国家与法的理论》等著作。